# Алцек
Алцек (болг. Алцек) — село в Болгарии. Находится в Добричской области, входит в общину Добричка. Население составляет 388 человек.

## Политическая ситуация
В местном кметстве Алцек, в состав которого входит Алцек, должность кмета (старосты) исполняет Неджмидин Назиф Аптраим (Болгарская социалистическая партия (БСП)) по результатам выборов.
Кмет (мэр) общины Добричка — Петко Йорданов Петков (Болгарская социалистическая партия) по результатам выборов.